# Веттори, Марвин
Марвин Веттори (итал. Marvin Vettori; род. 20 сентября 1993, Меццокорона) — итальянский боец смешанного стиля, представитель средней и полусредней весовых категорий. Выступает на профессиональном уровне начиная с 2012 года, известен по участию в турнирах бойцовских организаций UFC и Venator FC, владел титулом чемпиона Venator FC в полусреднем весе.
Занимает 14 строчку официального рейтинга  UFC в среднем весе.

## Биография
Марвин Веттори родился 20 сентября 1993 года в провинции Тренто региона Трентино — Альто-Адидже, Италия. Серьёзно увлёкся единоборствами в возрасте шестнадцати лет, когда увидел по телевизору выступления таких бойцов как Фёдор Емельяненко, Мирко Филипович и Маурисиу Руа в организации Pride. В Италии испытывал проблемы с поиском подходящего зала для занятий ММА, сменил шесть разных залов, после чего уехал продолжать подготовку в Лондоне, а затем — в США в зал King MMA. Тренировался под руководством таких известных специалистов как Рафаэл Кордейру и Марк Муньос.

### Начало профессиональной карьеры
Дебютировал в смешанных единоборствах на профессиональном уровне в июле 2012 года, дрался в различных европейских промоушенах, преимущественно на территории Италии, а также в Англии и Хорватии.
В сентябре 2014 года был претендентом на титул чемпиона английской организации UCMMA в полусреднем весе, но в чемпионском бою единогласным решением судей уступил Биллу Бомонту.
Стоял у истоков итальянского промоушена Venator FC, где в общей сложности одержал пять побед и завоевал титул чемпиона. Изначально выступал в полусредней весовой категории, но из-за проблем со сгонкой решил подняться в средний вес. В числе побеждённых им соперников есть достаточно известный бразилец Игор Араужу.

### Ultimate Fighting Championship
Имея в послужном списке десять побед и только два поражения, Веттори привлёк к себе внимание крупнейшей бойцовской организации мира Ultimate Fighting Championship и в 2016 году подписал с ней долгосрочный контракт. Он благополучно дебютировал в октагоне UFC, заставив сдаться Алберту Эмилиану Перейру, но затем последовало поражение единогласным решением от Антониу Карлуса Жуниора.
В 2017 году Веттори победил по очками бразильского кикбоксера Витора Миранду, тогда как поединок с россиянином Омари Ахмедовым закончился ничьей.
В апреле 2018 года вышел в клетку против непобеждённого нигерийца Исраэля Адесаньи, по итогам трёх раундов проиграл ему раздельным судейским решением.
2019-й год сложился для итальянца крайне удачно — он дважды победил судейским решением. В июле 2019-го он справился с Сезаром Феррейрой, а в октябре победил Эндрю Санчеса.
После серии из двух побед у Веттори наступила пауза — сначала отменился его поединок с Дарреном Стюартом из-за вспыхнувшей пандемии коронавируса, но итальянец согласился на поединок с Карлом Роберсоном на UFC Fight Night 171, но Роберсон не сдал вес накануне боя и поединок был отменен, что спровоцировало конфликт между бойцами в отеле. В итоге их бой все же состоялся 13 июня 2020 года на турнире UFC on ESPN: Eye vs. Calvillo, несмотря на то что Роберсон снова не смог сдать вес. Разозленный на соперника Веттори безошибочно провел весь поединок, заставив Роберсона сдаться после удушающего приема уже в первом раунде. За эту победу Веттори был удостоен денежной премии в $50 тыс. за «Выступление вечера».
Веттори должен был встретиться в рематче против Омари Ахмедов на турнире UFC 256, но позже было объявлено, что Веттори должен будет встретиться с Роналду Соузой. Однако позже было объявлено что он встретится с Джеком Херманссоном на турнире UFC on ESPN: Херманссон vs. Веттори, после того как соперник Херманссона, Кевин Холланд дал положительный результат на COVID-19. Он выиграл бой единогласным решением судей, и получил бонус за «Бой вечера».

## Статистика в профессиональном ММА
| Боёв 29  | Побед 19 | Поражений 9 |
| -------- | -------- | ----------- |
| Нокаутом | 2        | 0           |
| Сдачей   | 9        | 0           |
| Решением | 8        | 9           |
| Ничьи    | 1        | 1           |

| Результат | Рекорд | Соперник                 | Способ                   | Турнир                                       | Дата            | Раунд | Время | Место                          | Примечание                                                                         |
| --------- | ------ | ------------------------ | ------------------------ | -------------------------------------------- | --------------- | ----- | ----- | ------------------------------ | ---------------------------------------------------------------------------------- |
| Поражение | 19-9-1 | Брендан Аллен            | Единогласное решение     | UFC 318                                      | 19 июля 2025    | 3     | 5:00  | Новый Орлеан, Луизиана, США    | «Лучший бой вечера» (3)                                                            |
| Поражение | 19-8-1 | Роман Долидзе            | Единогласное решение     | UFC Fight Night: Веттори vs. Долидзе 2       | 16 марта 2025   | 5     | 5:00  | Лас-Вегас, Невада, США         |                                                                                    |
| Поражение | 19-7-1 | Джаред Каннонир          | Единогласное решение     | UFC on ESPN: Веттори vs. Каннонир            | 17 июня 2023    | 5     | 5:00  | Лас-Вегас, Невада, США         | «Лучший бой вечера» (2)                                                            |
| Победа    | 19-6-1 | Роман Долидзе            | Единогласное решение     | UFC 286                                      | 18 марта 2023   | 3     | 5:00  | Лондон, Англия, Великобритания |                                                                                    |
| Поражение | 18-6-1 | Роберт Уиттакер          | Единогласное решение     | UFC Fight Night: Ган vs. Туиваса             | 3 сентября 2022 | 3     | 5:00  | Париж, Франция                 |                                                                                    |
| Победа    | 18-5-1 | Паулу Коста              | Единогласное решение     | UFC Fight Night: Коста vs. Веттори           | 23 октября 2021 | 5     | 5:00  | Лас-Вегас, США                 | Бой в полутяжёлом весе; «Выступление вечера» (2)                                   |
| Поражение | 17-5-1 | Исраэль Адесанья         | Единогласное решение     | UFC 263                                      | 12 июня 2021    | 5     | 5:00  | Глендейл, США                  | Бой за титул чемпиона UFC в среднем весе.                                          |
| Победа    | 17-4-1 | Кевин Холланд            | Единогласное решение     | UFC on ABC: Веттори vs. Холланд              | 10 апреля 2021  | 5     | 5:00  | Лас-Вегас, США                 |                                                                                    |
| Победа    | 16-4-1 | Джек Херманссон          | Единогласное решение     | UFC on ESPN: Херманссон vs. Веттори          | 5 декабря 2020  | 5     | 5:00  | Лас-Вегас, США                 | «Лучший бой вечера» (1)                                                            |
| Победа    | 15-4-1 | Карл Роберсон            | Сдача (удушение сзади)   | UFC on ESPN: Eye vs. Calvillo                | 13 июня 2020    | 1     | 4:17  | Лас-Вегас, США                 | Бой в промежуточном весе 86,4 кг; Роберсон не сделал вес. «Выступление вечера» (1) |
| Победа    | 14-4-1 | Эндрю Санчес             | Единогласное решение     | UFC Fight Night: Joanna vs. Waterson         | 12 октября 2019 | 3     | 5:00  | Тампа, США                     |                                                                                    |
| Победа    | 13-4-1 | Сезар Феррейра           | Единогласное решение     | UFC Fight Night: de Randamie vs. Ladd        | 13 июля 2019    | 3     | 5:00  | Сакраменто, США                |                                                                                    |
| Поражение | 12-4-1 | Исраэль Адесанья         | Раздельное решение       | UFC on Fox: Порье vs. Гейджи                 | 14 апреля 2018  | 3     | 5:00  | Глендейл, США                  |                                                                                    |
| Ничья     | 12-3-1 | Омари Ахмедов            | Решение большинства      | UFC 219                                      | 30 декабря 2017 | 3     | 5:00  | Лас-Вегас, США                 |                                                                                    |
| Победа    | 12-3   | Витор Миранда            | Единогласное решение     | UFC Fight Night: Кьеза vs. Лии               | 25 июня 2017    | 3     | 5:00  | Оклахома-Сити, США             |                                                                                    |
| Поражение | 11-3   | Антониу Карлус Жуниор    | Единогласное решение     | UFC 207                                      | 30 декабря 2016 | 3     | 5:00  | Лас-Вегас, США                 |                                                                                    |
| Победа    | 11-2   | Алберту Уда              | Сдача (гильотина)        | UFC 202                                      | 20 августа 2016 | 1     | 4:30  | Лас-Вегас, США                 |                                                                                    |
| Победа    | 10-2   | Игор Араужу              | Сдача (гильотина)        | Venator FC 3                                 | 21 мая 2016     | 1     | 4:30  | Милан, Италия                  | Дебют в среднем весе.                                                              |
| Победа    | 9-2    | Джек Мейсон              | KO (удары)               | Venator FC 2                                 | 12 декабря 2015 | 1     | 1:46  | Римини, Италия                 | Не титульный бой, Марвин не сделал вес.                                            |
| Победа    | 8-2    | Даниэле Скатицци         | Единогласное решение     | Venator FC 1                                 | 30 мая 2015     | 3     | 5:00  | Болонья, Италия                | Защитил титул чемпиона Venator FC в полусреднем весе.                              |
| Победа    | 7-2    | Джорджо Петрини          | Сдача (гильотина)        | Venator FC: Guerrieri Italiani Semifinals    | 29 марта 2015   | 1     | 2:18  | Болонья, Италия                |                                                                                    |
| Победа    | 6-2    | Андерсон да Силва Сантус | TKO (удары)              | Venator FC: Guerrieri Italiani Quarterfinals | 25 января 2015  | 1     | 1:07  | Болонья, Италия                |                                                                                    |
| Поражение | 5-2    | Билл Бомонт              | Единогласное решение     | UCMMA 40                                     | 6 сентября 2014 | 3     | 5:00  | Лондон, Англия                 | Бой за вакантный титул чемпиона UCMMA в полусреднем весе.                          |
| Победа    | 5-1    | Джорджо Петрини          | Сдача (удержание пальца) | Impera FC 3                                  | 13 июня 2014    | 1     | 3:14  | Рим, Италия                    |                                                                                    |
| Победа    | 4-1    | Радован Ускрт            | Сдача (треугольник)      | European MMA League 1                        | 8 февраля 2014  | 1     | 1:49  | Загреб, Хорватия               |                                                                                    |
| Победа    | 3-1    | Лука Рончетти            | Сдача (удушение сзади)   | Impera FC 2                                  | 14 декабря 2013 | 1     | 4;07  | Рим, Италия                    |                                                                                    |
| Победа    | 2-1    | Мэтт Робинсон            | Сдача (удушение сзади)   | UCMMA 37                                     | 30 ноября 2013  | 1     | 3:30  | Лондон, Англия                 |                                                                                    |
| Победа    | 1-1    | Том Ричардс              | Сдача (удушение сзади)   | UCMMA 35                                     | 3 августа 2013  | 1     | 1:31  | Лондон, Англия                 |                                                                                    |
| Поражение | 0-1    | Алессандро Грандис       | Единогласное решение     | New Generation Tournament 6                  | 21 июля 2012    | 2     | 5:00  | Севезо, Италия                 |                                                                                    |